# عباس الشنقيطي
عباس الشنقيطي؛ مواليد 8 نوفمبر 1987 في المدينة ، السعودية، هو لاعب كرة قدم سعودي.
لعب سابقاً لأندية أحد والعروبة ونادي الخليج على فترتين و الوحدة ونادي النهضة على فترتين و نادي الجيل ونادي الساحل ونادي الرياض ونادي الأنصار ونادي عفيف ونادي الذهب ونادي النخل.

## وصلات خارجية
- عباس الشنقيطي على موقع Soccerway.com (الإنجليزية)